# Karl Blossfeldt
Karl Blossfeldt (6. června 1865 Schielo – 9. prosince 1932 Berlín) byl německý fotograf, sochař, učitel a umělec, který pracoval v Berlíně. Je známý svými fotografiemi květin, systematicky fotografoval především různá semena, šešule a listy. Řadí se do světové meziválečné avantgardy jako zástupce německé Nové věcnosti (Neue Sachlichkeit) společně s umělci jako byli Albert Renger-Patzsch, Walter Peterhans, Helmar Lerski a August Sander. Tato skupina představovala nový směr, kterým se vydala fotografie v Evropě – tzv. nemanipulovaná fotografie.

## Život
Karl Blossfeldt se narodil 6. června 1865 ve městě Schielo, v regionu Unterharz v Německu. Vyučil se modelářem, později se stal malířem a sochařem.
Roku 1898 se oženil s Marií Plankovou. Manželství skončilo rozvodem roku 1910. Roku 1912 se oženil s operní zpěvačkou Helenou Wegenerovou.
Roku 1928 vydal v Berlíně knihu nazvanou Pratvary umění, ve které bylo více než sto makrofotografií květů, listů a jiných částí rostlin. Chtěl ukázat, že umění má vždy předobraz v přírodě, z níž vyšlo nejen umění, ale i sám člověk. Věcnost, s jakou Blossfeldt ukazuje zvětšené části rostlin, přesně zapadá do požadavku účelnosti nového umění.
Zemřel 9. prosince 1932 v Berlíně.
Julius Freund byl milovníkem a sběratelem umění Karla Blossfeldta, kterého podporoval při studiích zaměřených na fotografování přírodních objektů. Jeho dcera Gisèle Freundová měla možnost seznámit se s jeho tvorbou, a když ke svým 15. narozeninám dostala od otce svůj první fotoaparát, velmi brzy se pro fotografování nadchla.

## Technika

### Obraz
Rostliny jsou zobrazeny ve 12–45násobném zvětšení. Negativ byl pořízen v měřítku 1:1, ze kterého byl posléze pořízen výřez.

### Kamera
Používal deskové kamery, které si pravděpodobně i sám vyráběl.

### Negativy
Negativ měl formát od 6×9, 9×12, 13×18, zřídka také 9×18.

### Motiv
- Perspektiva: nadhled, přímý postranní pohled
- Pozadí: neutrální: jednobarevné (černé / šedé / bílé)
- Osvětlení: ostré boční světlo/ difuzní měkké denní rozptýlené světlo, čímž se jeví obraz jako tmavší
- Detailní pohled
- Vysoká ostrost

## Galerie

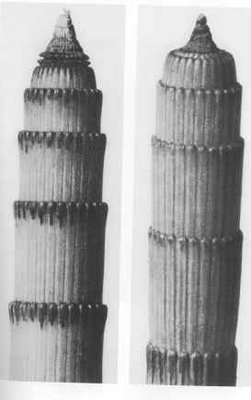
Přeslička zimní
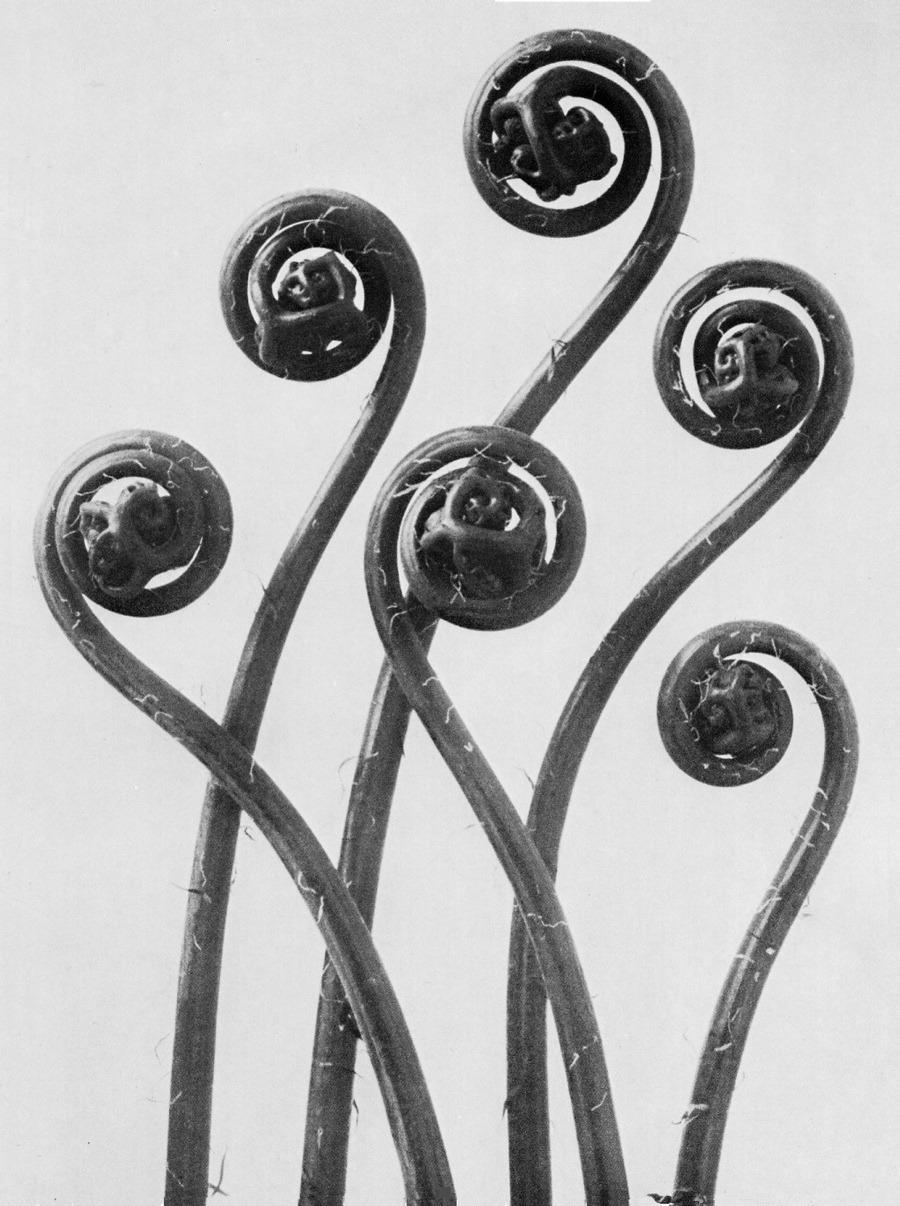
Adiantum pedatum, 1928
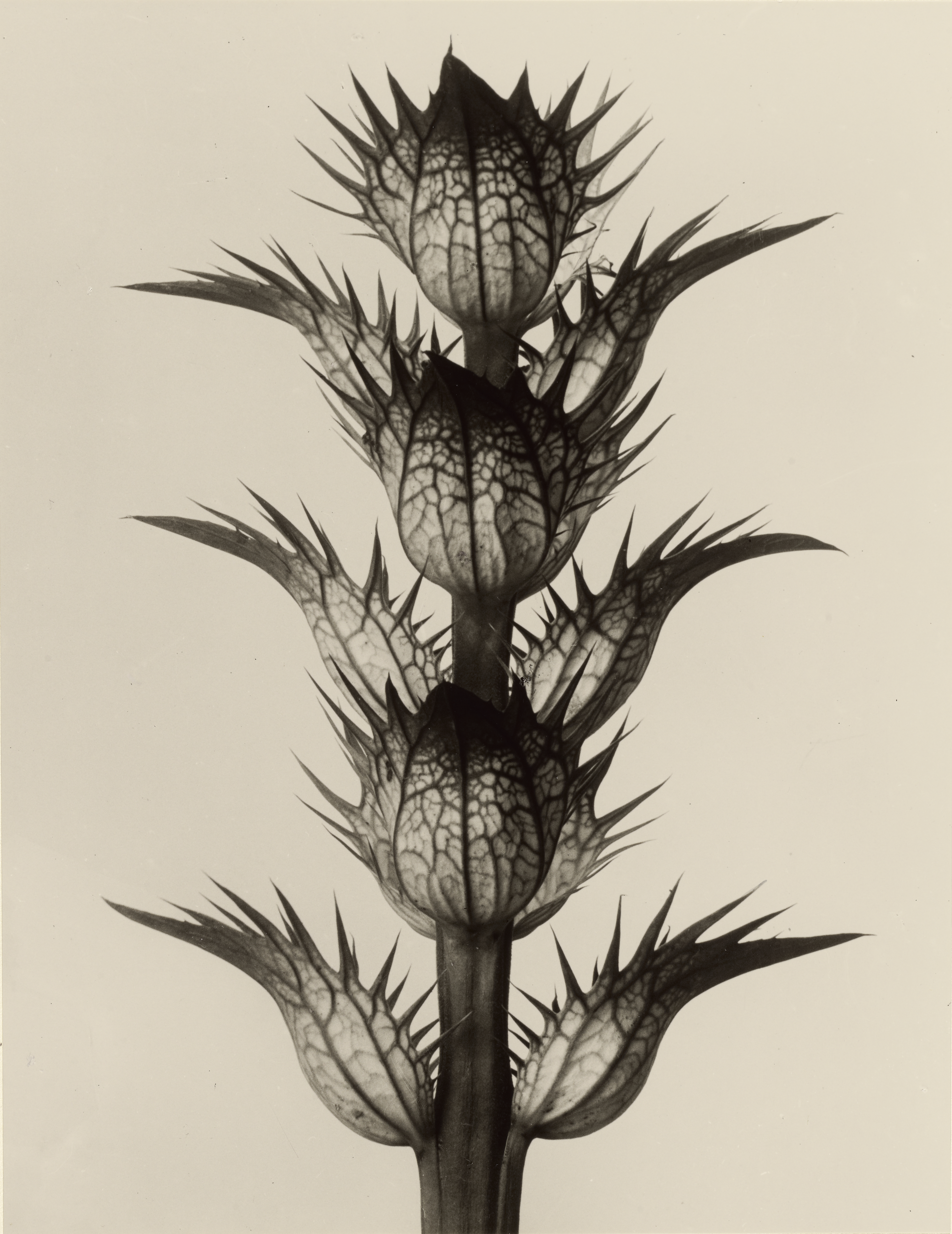
Acanthus mollis, 1928
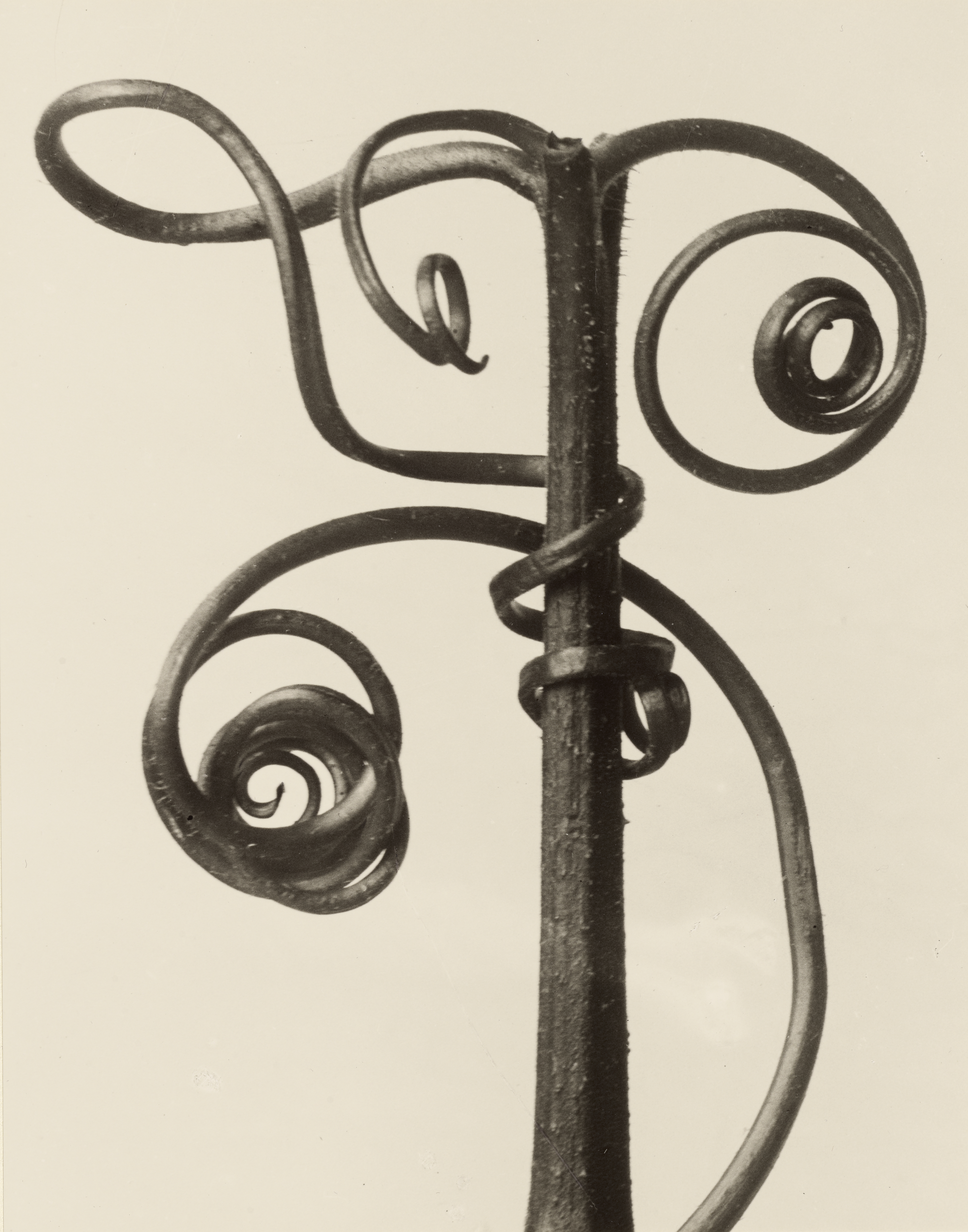
Cucurbita, 1928
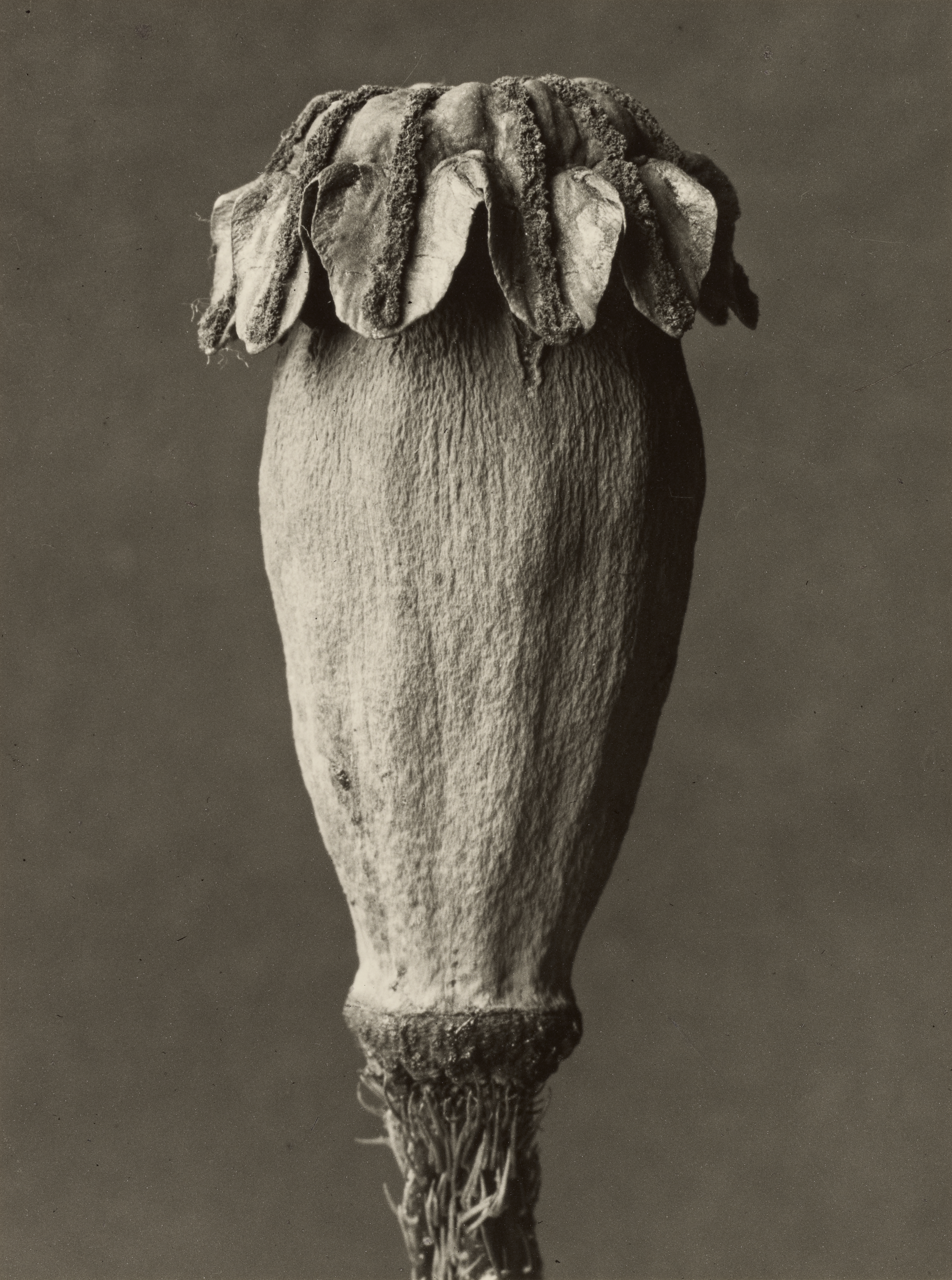
Papaver orientalis, 1928 – 1932
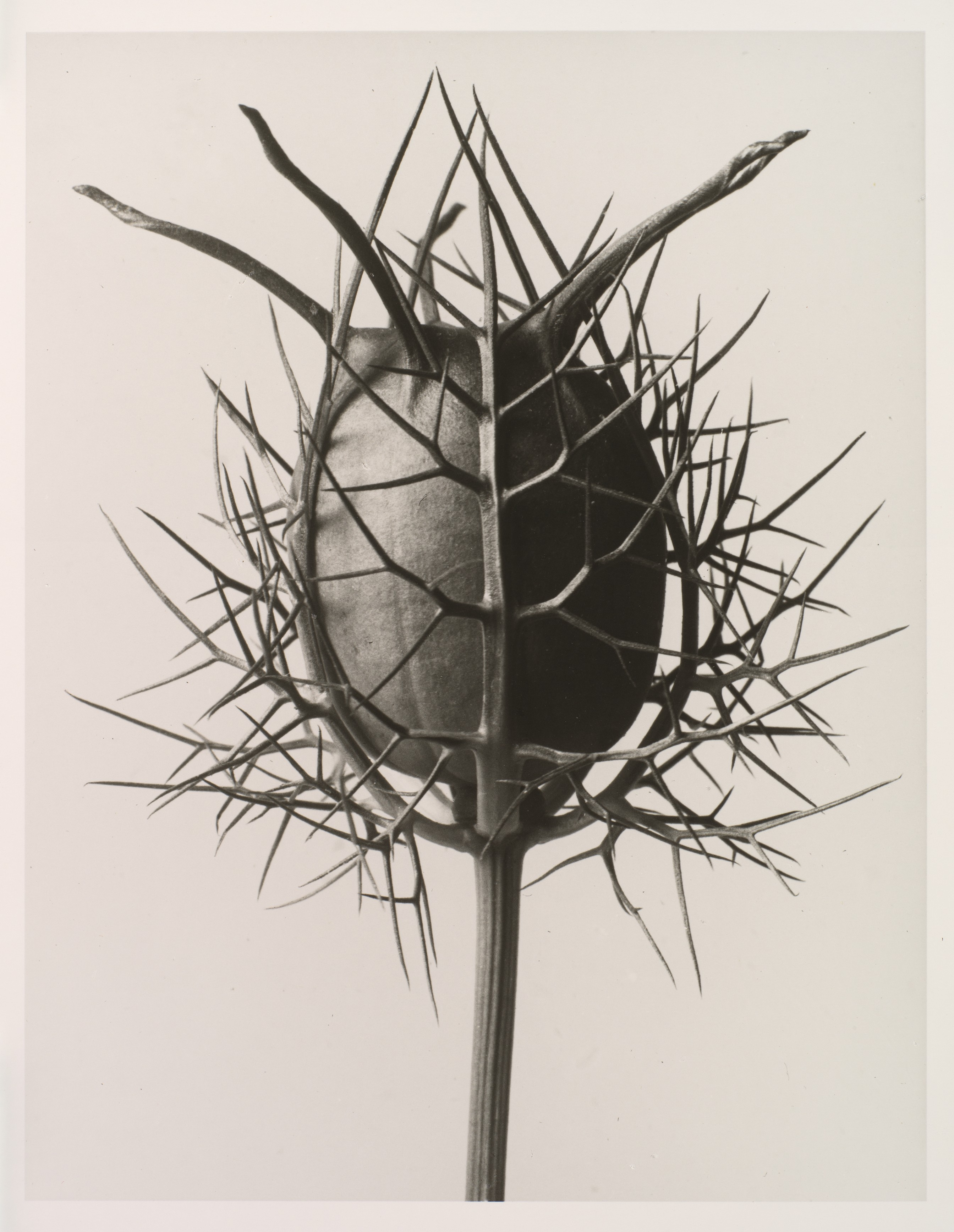
Nigella Damascena Spinnenkopf
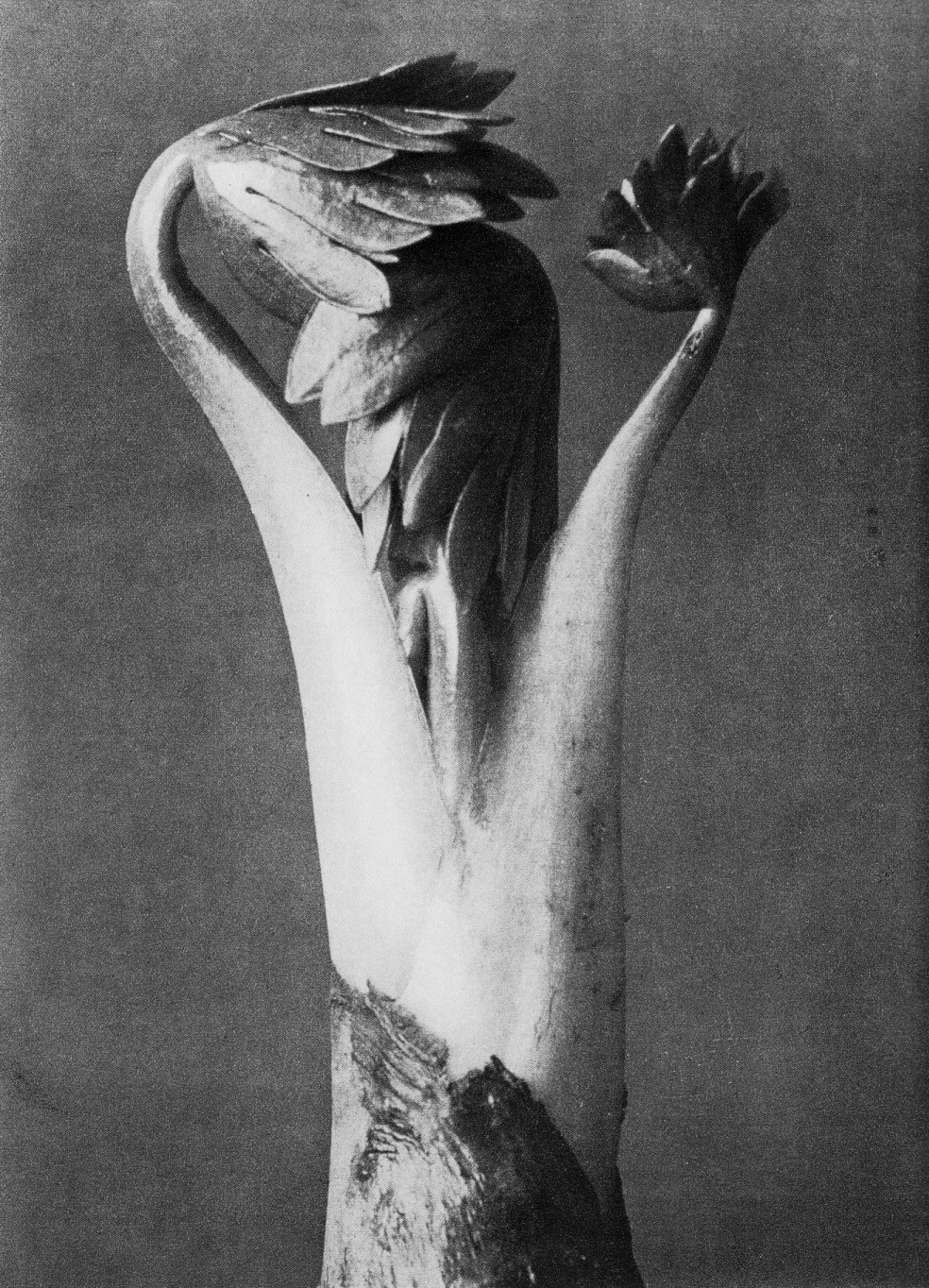
Eisenhut (Aconitum)
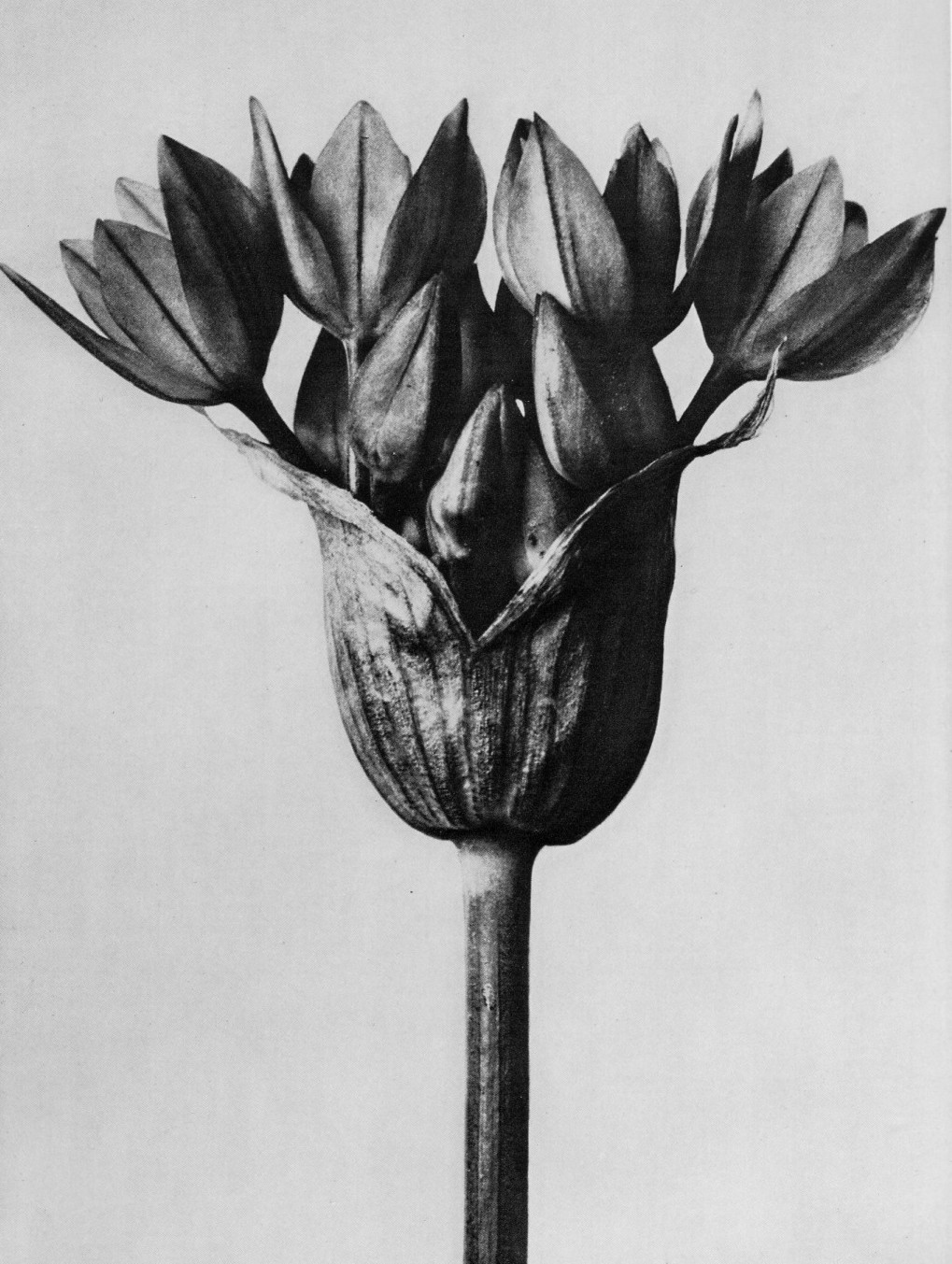
Knoblauchpflanze (Allium ostrowskianum)
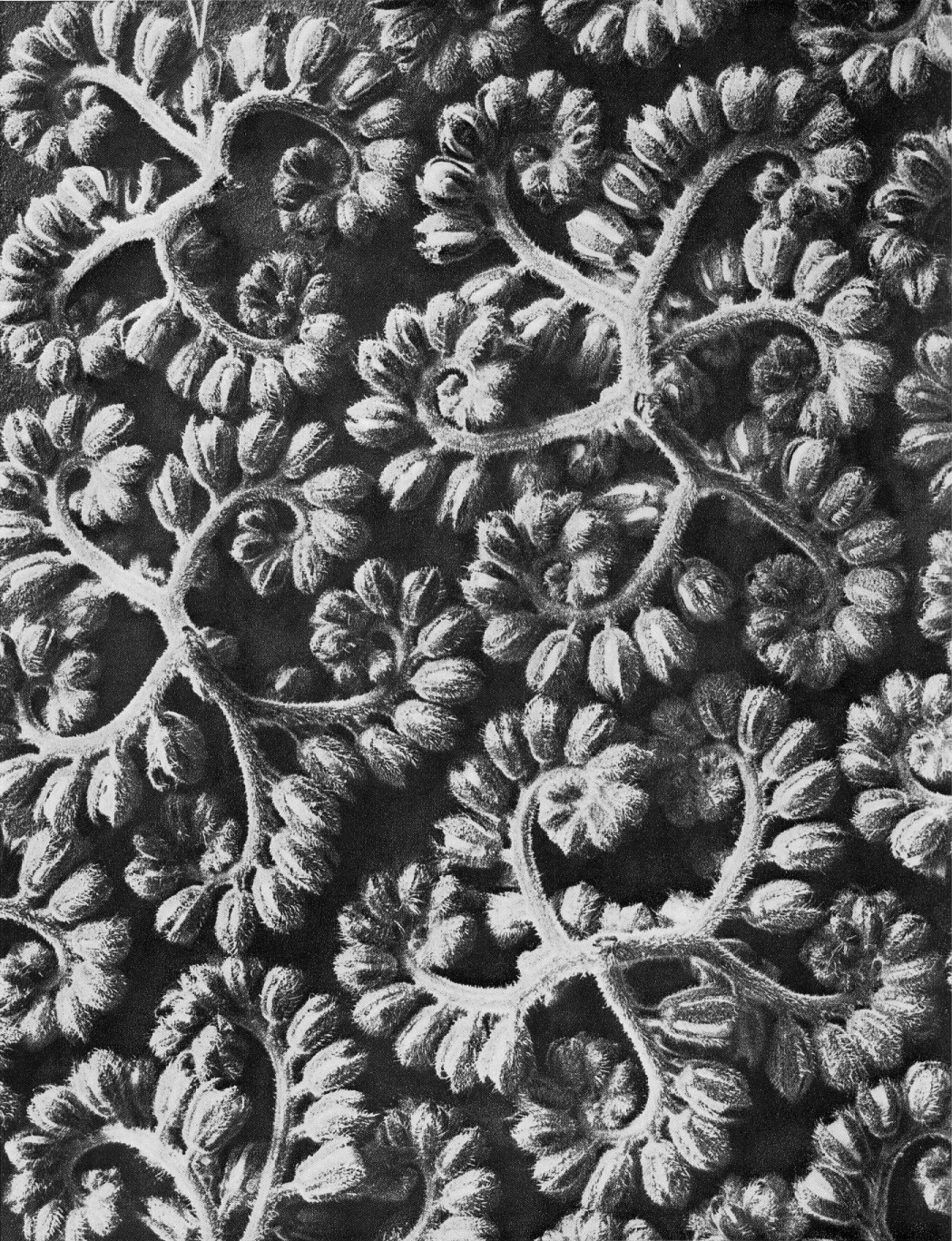
Büschelkraut (Phacelia congesta)
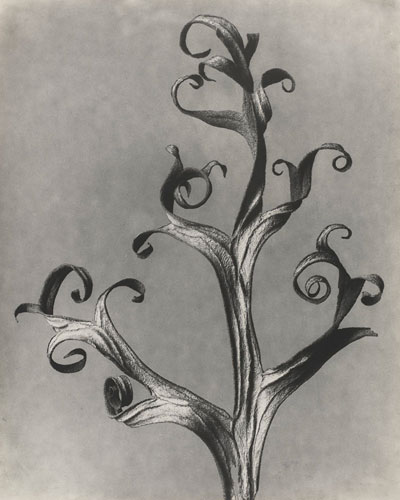
Rittersporn (Delphinium)
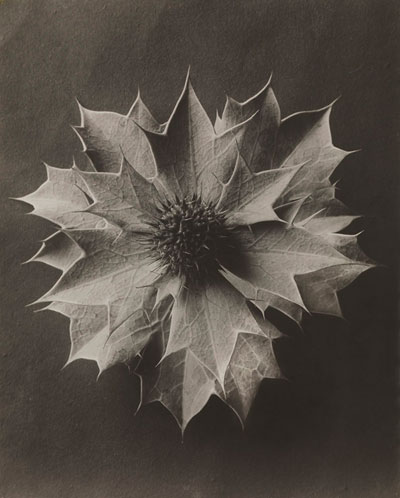
Stranddistel (Eryngium maritimum)
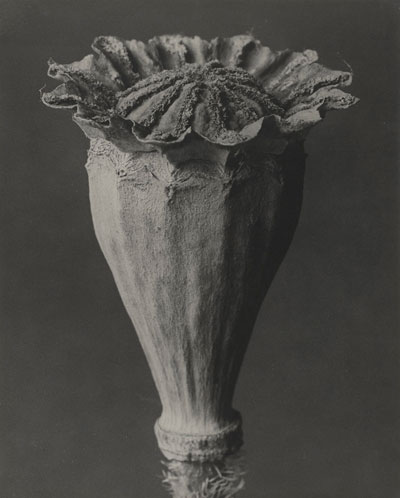
Orientalischer Mohn (Papaver orientale)
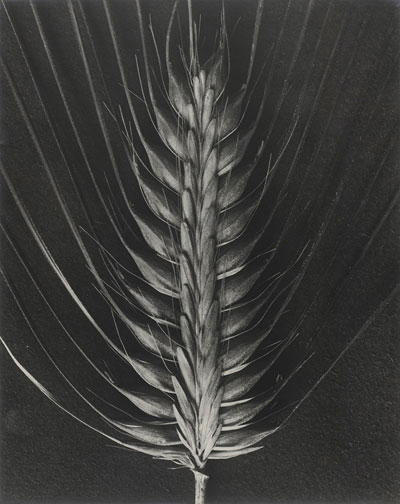
Pfauen- oder Reisgerste (Hordeum distichum)